# Polyptychopsis
Polyptychopsis är ett släkte av fjärilar. Polyptychopsis ingår i familjen svärmare.
Kladogram enligt Catalogue of Life:
| Polyptychopsis | \| \| Polyptychopsis auriguttatus \| \| \| \| \| \| Polyptychopsis marshalli \| \| \| \| \| \| Polyptychopsis meridianus \| \| \| \| |
|                | \| \| Polyptychopsis auriguttatus \| \| \| \| \| \| Polyptychopsis marshalli \| \| \| \| \| \| Polyptychopsis meridianus \| \| \| \| |
|                | Polyptychopsis auriguttatus |
|                | |
|                | Polyptychopsis marshalli |
|                | |
|                | Polyptychopsis meridianus |
|                | |